# Fury de Détroit
Stade
Le Fury de Détroit était une équipe de football américain en salle basée à Auburn Hills, dans le Michigan. L’équipe a été membre de l’Arena Football League de 2001 à 2004 et a joué au Palace of Auburn Hills, où se trouvent les Pistons de Détroit de la NBA. L’équipe appartenait à William Davidson, propriétaire des Pistons, aux côtés de William Clay Ford, fils du propriétaire des Lions de Détroit de la NFL. Le 20 septembre 2004, l'AFL a annoncé la cessation de cette franchise et que ses joueurs seraient mis à la disposition des équipes restantes dans une draft de dispersion. Les Fury ont participé aux séries lors de leur première saison et de nouveau en 2003.

## Histoire

### Saison 2001
Détroit commence sa carrière en AFL par deux défaites en pré-saison contre les Mustangs de Milwaukee (21-53) et le Rush de Chicago (22-52). Sous la direction de l'entraîneur Mouse Davis, le Fury termine sa première saison sur un bilan de 7-7, terminant à la troisième place de la division centrale de la conférence américaine, et se qualifie pour les playoffs. Ils perdent au premier tour des séries éliminatoires contre les Rattlers de l'Arizona sur le score de 44-52.

### Saison 2002
L'entraîneur-chef Mouse Davis et certains joueurs de l'équipe de Detroit visitent des écoles primaires et secondaires de Flint, Saginaw et Midland le mardi 19 mars 2002 dans le cadre de la tournée de travail en équipe de Fury 2002. Dans chaque école, Davis et ses joueurs discutent avec les élèves de la relation entre le travail d'équipe et tous les aspects de la vie: sports, école et maison.
Le 13 mars, le Fury de Detroit s’est de nouveau associée à Sports Radio 11 h 30 WDFN et à Fox Sports Net Detroit pour offrir aux fans toute l’action que le Fury a à offrir lors de ses matchs à domicile. Le même jour ils annoncent la signature du quarterback Rickey Foggie, des Bobcats de la Floride. Selon la politique de l'AFL, les termes de l'accord restent confidentiels. Le 28 mars, le rookie de l'année de la saison précédente, Kal Truluck, resigne avec Détroit.
La saison 2002 sera désastreuse avec un bilan final de 1-13 et une dernière place de leur division qui coûtera sa place au head coach Mouse Davis. 
Le 4 septembre, Al Luginbill est embauché en tant que nouvel entraîneur-chef et directeur général de l’équipe. De plus, le fils de Luginbill, Tom, a été nommé entraîneur-chef adjoint et directeur du personnel des joueurs pour la saison à venir.

### Saison 2003
Avant le début de la saison 2003 Ben Huff, Kal Truluck et Shawndel Tucker ont été échangés avec les Desperados de Dallas. Cette transaction complète le précédent échange avec Dallas, qui avait permis à Detroit d’acquérir le quarterback Andy Kelly, le wide receiver Jason Kaiser et l’offensive lineman Matt Norwood. 
Le match contre Dallas, le 23 février, est diffusé au niveau national par NBC. Il s'agira du premier match de Fury sur NBC cette saison. Quatre des 16 matchs de Détroit devraient être télévisés à la télévision nationale sur NBC en 2003.
La saison se termine avec un bilan de 8-8, ce qui permet une qualificactions pour les playoffs. Au premier tour, Détroit affronte le Rampage de Grand Rapids et les bat de justesse 55-54avec un touchdown et une conversion de deux points alors qu'il en reste plus de temps au compteur. Le tour suivant leur sera fatal avec une défaite 48-52 face au futur champion, le Storm de Tampa Bay.

### Saison 2004
Tom Luginbill est nommé nouvel entraîneur-chef pour la saison 2004 par la Fury. Luginbill assumera les fonctions d'entraîneur principal de son père Al Luginbill, qui a été l'entraîneur-chef de la Fury en 2003. Al Luginbill, à son nouveau poste, assumera les responsabilités des opérations de football. Il restera un membre du personnel des entraîneurs, mais dans un rôle moins important, entraînant les équipes spéciales et les arrières défensives de la Fury. 
Avant le début de la saison 2004, Détroit recrute Cedric Henry (DS) et Dawan Moss (FB / LB), deux anciens joueurs des Spartans de l'université d'État du Michigan. Ils signent également l'ancien joueur de l'Illinois Luke Butkus (OL / DL), neveu du légendaire linebacker des Bears de Chicago, Dick Butkus.
Les playoffs ne seront pas au rendez-vous en fin de saison puisque le bilan final de l'équipe sera de 5-11 et une quatrième place en division.

### Résultats saison par saison
| Saison | G  | P  | N | Classement final        | Playoffs                                                                                     |
| ------ | -- | -- | - | ----------------------- | -------------------------------------------------------------------------------------------- |
| 2001   | 7  | 7  | 0 | 3e Division Centrale AC | Défaite au 1er tour Rattlers de l'Arizona (44-52)                                            |
| 2002   | 1  | 13 | 0 | 4e Division Centrale AC |                                                                                              |
| 2003   | 8  | 8  | 0 | 2e Division Est NC      | Victoire 1er tour Rampage de Grand Rapids (55-54) Défaite 2e tour Storm de Tampa Bay (48-52) |
| 2004   | 5  | 11 | 0 | 4e Division Centrale AC |                                                                                              |
| Total  | 22 | 41 | 0 | playoffs inclus         | playoffs inclus                                                                              |

## Les joueurs
| Joueur          | Position    | Université               |
| --------------- | ----------- | ------------------------ |
| Karl Bates      | OL/DL       | Kentucky Wesleyan        |
| Herman Bell     | WR          | Jacksonville State       |
| Carl Bond       | WR          | Connecticut              |
| Mike Bush       | WR/DB       | Washington State         |
| Ron Carpenter   | DB          | Miami (OH)               |
| Cameron Chance  | FB/LB,DT    | San Diego State          |
| Andre Cooper    | WR          | Florida St.              |
| Jerry Crafts    | T-G         | Oklahoma                 |
| Thabiti Davis   | WR          | Wake Forest              |
| Billy Dicken    | QB          | Purdue                   |
| Reggie Doster   | CB,DB       | Central Florida          |
| Curtis Eason    | DT,DL       | East Tennessee State     |
| Errick Herrin   | FB/LB,LB    | Southern California      |
| Anthony Hicks   | FB/LB,LB    | Middle Tennessee State   |
| David Hill      | WR/LB       | Troy State (AL)          |
| Gaylon Hyder    | DT,OL/DL    | TCU                      |
| Curtis Jeter    | OL/DL       | Alabama-Birmingham       |
| Dustin Keith    | OL/DL,C     | Virginia                 |
| Andy Kelly      | QB          | Tennessee                |
| Sacha Lancaster | FB/LB,DL,DE | Arkansas                 |
| Curt Lessman    | OL/DL       | Northwest Missouri State |
| Mark Lewis      | K           | Florida International    |
| Juan Long       | FB/LB,LB    | Mississippi State        |
| Junior Lord     | WR,WR/LB    | Guilford College (NC)    |
| Adrian Lunsford | DS          | Iowa Wesleyan            |
| Jon McCall      | OL/DL       | Central Michigan         |
| Dawan Moss      | FB/LB       | Michigan State           |
| Matt Norwood    | OL/DL       | Middle Tennessee State   |
| Angel Rubio     | DE          | SE Missouri St.          |
| Jeff Russell    | WR/DB,S,DB  | Pacific                  |
| John Turman     | QB          | Pittsburgh               |
| Reggie Waddell  | DB          | Texas A&M                |
| John Williams   | DB          | Southern                 |

## Les entraîneurs
| Nom           | Terme | Saison régulière | Saison régulière | Saison régulière | Saison régulière | Playoffs | Playoffs | Récompenses |
| ------------- | ----- | ---------------- | ---------------- | ---------------- | ---------------- | -------- | -------- | ----------- |
|               |       | G                | P                | N                | %                | G        | P        |             |
| Mouse Davis   | 2001  | 7                | 7                | 0                | .500             | 0        | 1        |             |
| Mouse Davis   | 2002  | 1                | 13               | 0                | .071             | 0        | 0        |             |
| Al Luginbill  | 2003  | 8                | 8                | 0                | .500             | 1        | 1        |             |
| Tom Luginbill | 2004  | 5                | 11               | 0                | .312             | 0        | 0        |             |